# ЮС Рюмеланж
ЮС Рюмеланж (Union Sportive Rumelange) футболен клуб от град Рюмеланж, Люксембург. Основан през 1907 година. Състезава се в 1-ва дивизия на Люксембург (Второто ниво на футбола в Люксембург). Играе срещите си на стадион „Градски стадион“ в Рюмеланж с капацитет 2950 зрители.

## Успехи
- Национална дивизия на Люксембург
  -  Вицешампион (3): 1967/68, 1969/70, 1971/72
- Купа на Люксембург
  -  Носител (2): 1967/68, 1974/75.
  -  Финалист (2): 1981/82, 1983/84